# Московский индустриально-педагогический институт имени Карла Либкнехта
Московский индустриально-педагогический институт имени Карла Либкнехта — высшее учебное заведение, существовавшее в СССР в 1923—1943 годах. Первый советский индустриально-педагогический вуз.

## История
Образован в 1923 году для подготовки инженеров-педагогов для системы фабрично-заводского обучения, техникумов и средних школ.
В 1932 году был переименован в Московский государственный педагогический институт имени Карла Либкнехта.
В 1943 году постановлением Совета народных комиссаров СССР от 2 июля 1943 года присоединён к МГПИ имени В. И. Ленина.

## Факультеты
- естественно-экономический
- химико-технологический
- общественно-экономический
- физико-математический, химический
- рабочий факультет (1930—1937 годы)

## Известные преподаватели
- Добрынин, Николай Фёдорович[2]
- Кожевников, Сергей Николаевич (учёный)
- Кузнецов, Иван Васильевич
- Ляпунов, Алексей Андреевич
- Страхов, Иван Владимирович[3]
- Тимофеев, Пётр Васильевич

## Известные студенты и выпускники
- Бузылёв, Сергей Фавстович (1909—1979) — советский военачальник, генерал-майор авиации.
- Бунатян, Армен Айкович (1918—1988) — советский армянский учёный-математик, доктор технических наук.
- Гапочка, Павел Никитович (1908-?) — советский философ, доктор философских наук, политический деятель.
- Инал-Ипа, Шалва Денисович (1916—1995) — советский историк, этнограф
- Климасенко, Леонид Сергеевич (1909—1974) — директор Западно-Сибирского металлургического комбината, Герой Социалистического Труда.
- Масевич, Алла Генриховна (1918—2008) — советский астроном.
- Тахо-Годи, Аза Алибековна (род. 26 октября 1922 года) — советский и российский филолог-классик, переводчик, доктор филологических наук, спутница жизни и хранительница наследия А.Ф.Лосева